# Krislovo
Krislovo (bulgariska: Крислово) är ett distrikt i Bulgarien.   Det ligger i kommunen obsjtina Maritsa och regionen Plovdiv, i den centrala delen av landet, 130 km öster om huvudstaden Sofia.
Trakten runt Krislovo består till största delen av jordbruksmark. Runt Krislovo är det ganska tätbefolkat, med 185 invånare per kvadratkilometer.